# Grenadjärbataljonen
Grenadjärbataljonen, Karl XII:s grenadjärbataljon, var ett svenskt arméförband som sattes upp 1716 på order av Karl XII och som 1718 bestod av 512 man exklusive officerare.
Bataljonen var tänkt som ett elitförband och bestod av utvalda soldater från Smålands och Västgöta tremänningsregemente, Upplands och Västgöta femmänningsregemente, Östra Skånska, Västra Skånska och Halländska utskrivningsregementena samt Bergsregementet. Förbandschefer var 1717 Johan Clausen och 1718 G.A. Stockmann. Bataljonen upplöstes 1719 och slogs ihop med Livgardet.
Förbandet bestod av 8 kompanier om vardera 64 meniga och 8 officerare och skulle utgöra en stöttrupp och stående piket- eller insatsstyrka. De skulle kunna sättas in när och var som helst: "De voro satte på den fot, att de vid konungens minsta vink skydde varken eld eller vatten."
Grenadjär var ursprungligen en soldat som vid strid hade till uppgift att kasta handgranater.

## Historik

### 1717
Grenadjärbataljonen samlades först i Halmstad och stannade på vägen till Strömstad i Göteborg i maj år 1717 för att komplettera utrustningen. 
Som en del av Stora nordiska kriget, försökte en dansk-norsk flottstyrka under befäl av den legendariske kommendören Peter Tordenskjold att ta sig förbi fästningen Nya Älvsborg för att därefter kunna anfalla Nya varvet i Göteborg den 3 maj. Danskarnas mål var att få stopp på svenska kapares beslagtagande av danska handelsfartyg. Kaparna var inte militärer, men agerade på uppdrag av Sverige och hade bevis på detta i form av kaparbrev. Svenskarna var klara över att ett anfall stundade och Grenadjärbataljonen, som grupperades på Käringberget, deltog från land. Danskarna tvingades att retirera.
För att trygga Strömstad och trakten däromkring mot plötsliga anfall förlades Grenadjärbataljonen i Lommelands, Näsinge och Skee socknar såsom en ständig vakt. Av den anlades 14 små torn, omgivna av palissader och belägna ungefär 1/4 mil från varandra. Mitt bland dessa torn anlades vid Krokstrand vid Idefjorden en skans, Clausenborg, uppkallad efter chefen för bataljonen, Johan Clausen.
Grenadjärbataljonen försvarade tillsammans med Hallands och Västerbottens regementen den 8 juli 1717 staden från den dansk-norska flottenheten under befäl av Tordenskjold. Inga svenska fartyg deltog, men staden, som hyste huvuddepån för den svenska armén i Norge, var skyddad av totalt fyra batterier. Bara två av de sex dansk-norska galärerna nådde därför stranden, där svenskt infanteri sedan utsatte danskarna för häftig beskjutning. Danskarna tvingades därför även i Strömstad till reträtt. Danskarnas förluster uppgick till 104 döda och 246 sårade och Tordenskjold hade själv sårats i benet. De svenska förlusterna var 19 döda och 173 sårade.
Inloppet till Idefjorden på gränsen mellan Sverige och Norge var år 1717 avspärrat av danskarna i höjd med Svinesund och svenskarna tvingades därför att landvägen transportera tre galärer, tre skärbåtar och sex slupar från Strömstad till de inre delarna av Idefjorden. Detta projekt sattes igång den 26 juni och tog närmare två månader att genomföra. Det skall ha krävts ungefär 800 soldater under ledning av Karl XII, som emellertid assisterades av vetenskapsmännen Christopher Polhem och Emanuel Swedenborg. Grenadjärbataljonen deltog i transporterna och de följande striderna vid och på Idefjorden.
I slutet av augusti år 1717 besöktes Grenadjärbataljonen av Karl XII, som berömde den för dess insatser vid försvaret av Strömstad.

### 1718
Grenadjärbataljonen deltog också i belägringen av Fredrikstens fästning år 1718. Den 3 november trängde bataljonen på kunglig order in i staden Fredrikshald (nuvarande Halden), som låg nedanför fästningen, och skapade stor uppståndelse och skräck bland de norska invånarna och den 20 november inleddes belägringen av Fredrikstens fästning. 
Karl XII lät anfalla ett av forten (skansarna), som låg nedanför Fredrikstens fästning, innan han själv tillsammans med cirka 200 grenadjärer och en uppsättning stormstegar intog detta fort kallat Gyldenlöwe på eftermiddagen den 27 november. Troligen hade kompaniet, bestående av för tillfället cirka 60 grenadjärer (mot normala 64 meniga och 8 officerare) från Östra skånska regementet till fot tagit täten, eftersom dess kompanichef, Johan Maximilian Cantagalli, efter den lyckade stormningen av fortet "straxt wardt adlad" av Karl XII. Hans adelsnamn blev det passande Löwenfels (lejonklippa på tyska) och i hans adelsvapen fanns förutom ett gyllene lejon (jämför Gyldenlöwe) stående på en klippa även en stormstege. Åtminstone en av Östra skånskas grenadjärer sköts till döds under stormningen. Även grenadjärer från Smålands tremänningsregemente, Västgöta femmänningsregemente och Upplands femmänningsregemente skall ha dött vid Gyldenlöwe eller under stormningen av densamma. Erövringen av Gyldenlöwe år 1718 är "enda gången någon del av fästningen (kommentar: Fredriksten) fallit i fiendehand".
Svenskarna hade alltså intagit det närliggande fortet Gyldenlöwe, men Fredrikstens fästning återstod. På inrådan av en fransk belägringsexpert började de svenska soldaterna att gräva löpgravar mot fästningen, men soldaterna utsattes hela tiden för beskjutning. Grenadjärbataljonen rapporterade därför fyra döda och femton sårade natten till den 28 november. Nästa natt stupade totalt 55 svenska soldater. Karl XII oroade sig över arbetets framåtskridande och bad den 30 november löjtnanten Carlberg att "gå och se hwad de söla effter". Kungen ville senare samma dag själv övervaka arbetet och i samband med detta träffades han runt klockan halv tio på kvällen av ett skott i tinningen och dog omedelbart.

### 1719
Förbandet upplöstes i slutet av 1719 och införlivades med Livgardet.

## Några av bataljonens grenadjärer
- Johan Maximilian Cantagalli (1692–1763)
- Georg Stenfelt  (cirka 1678–1758)
- Matthias Bruse (cirka 1690–1744)[19]